# Pão de ló de Ovar
O Pão de Ló de Ovar é um produto de pastelaria típico e tradicional da cidade de Ovar, sendo considerado o principal prato gastronómico desta localidade. Sendo amplamente reconhecido não só na Região de Aveiro, como a nível nacional e internacional, este doce garantiu a proteção internacional da sua denominação de origem, em 2016.

## Descrição
O Pão de Ló de Ovar é servido dentro de uma forma de papel branco, com um formato parecido com uma broa de massa leve, cremosa, fofa e de cor amarela (designada por “ló”) com uma fina côdea acastanhada dourada levemente húmida. É produzido com uma receita à base de ovos (sobretudo gemas), açúcar e farinha.
A principal característica que distingue o Pão de Ló de Ovar do tradicional Pão de ló português, é o facto deste ser servido com o seu interior mais cru do que é habitual. Esta parte do bolo, de textura húmida (quase líquida) e extremamente doce, é tradicionalmente chamada "pito", e os clientes referem-se ao seu nível de cozedura como sendo mais ou menos "pitoso" (húmido).
Em várias zonas do país (especialmente, em Ovar e na Região de Aveiro), é tradicionalmente servido durante a celebração do Natal e da Páscoa.

## Método de produção

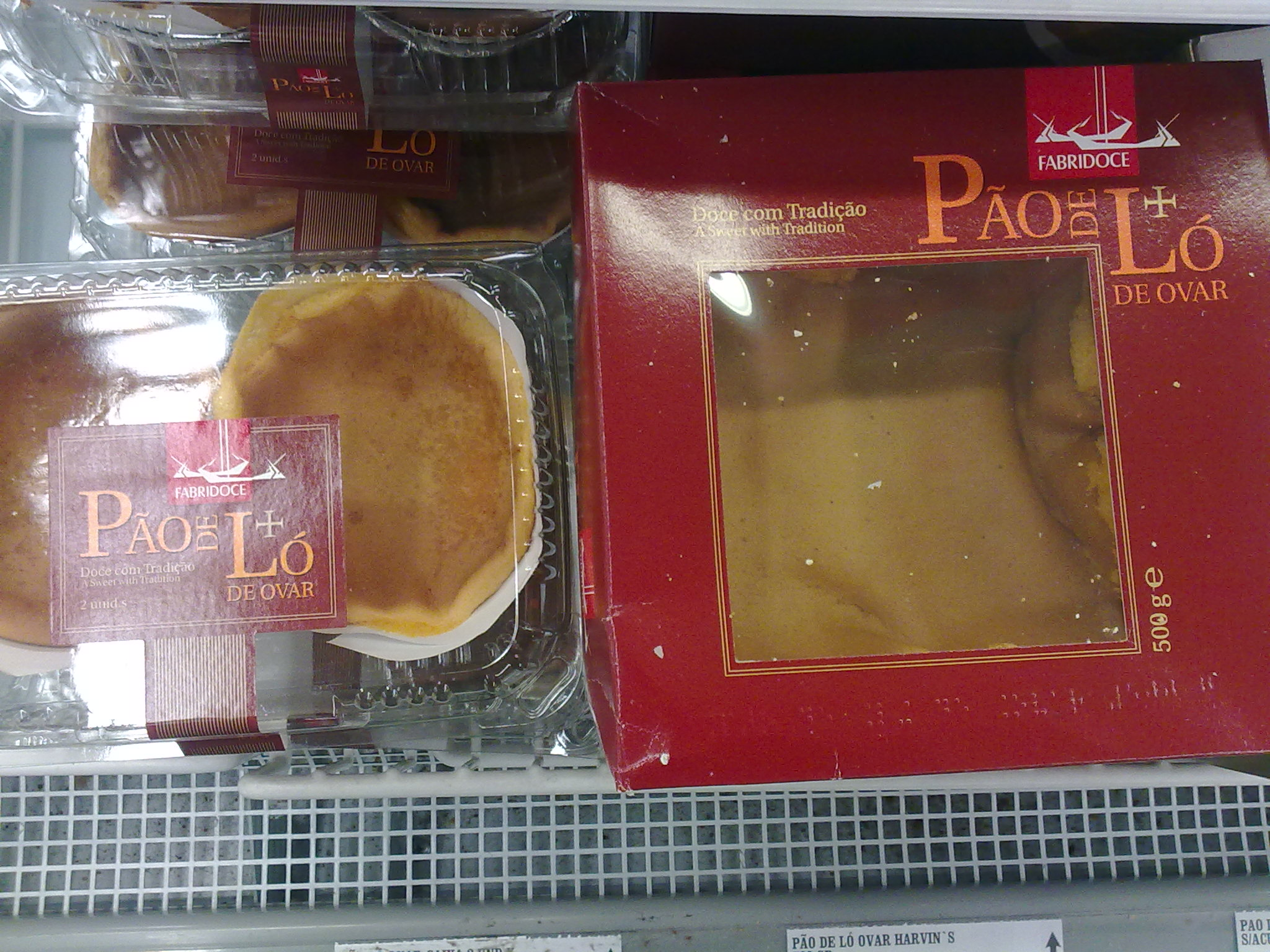
Exemplar de Pão de Ló de Ovar, na sua versão industrializada.

A forma do Pão de Ló é previamente forrada com papel almaço, ajustando-o à forma. Esta é uma operação que exige habilidade e destreza manual. O processo de cozedura tem que ser continuamente vigiado, porque conforme o número de horas em que é cozido, o produto final terá mais ou menos “pito”, característica que o diferencia. Assim que se termina a cozedura, mantém-se dentro da forma até estar arrefecido, sendo o papel depois recortado.

## Origem
A autoria do Pão de Ló de Ovar não é oficialmente conhecida. Apenas se teoriza que é de origem conventual, especulando-se que alguma freira tenha divulgado a receita a algum familiar ou amigo residente em Ovar. Segundo a tradição oral, durante o século XIX, várias famílias de Ovar dedicavam-se à confeção de doces regionais, de onde se destacava o Pão de Ló de Ovar. Sabe-se, no entanto, que a confeção deste doce é anterior ao século XVIII, sendo referido na obra "Os Passos", do padre Manuel de Oliveira Lírio:
"Em 1781, são obsequiados com pães de ló de Ovar os padres que levaram o andor na procissão dos Passos".
Em 1877, o historiador Marques Gomes refere-se também à iguaria vareira , na secção dedicada à "vila de Ovar" em “O Districto de Aveiro (Monografia)”, constatando que: 
"Na confeitaria tornam-se notáveis o pão de ló e os ovos molles, rivaes de Aveiro".
Luís de Oliveira Gomes, da família Arrota, criou o hábito de, nas quadras festivas do Natal e da Páscoa, presentear os seus clientes e amigos com pães de ló de Ovar, que eram transportados em canastras próprias, cobertas com lona, dando origem a que o fabrico da iguaria conhecesse incremento no segundo quartel do século XIX. Esse fabrico teve continuidade através da sua cunhada, Rosa de Oliveira Duarte, e, depois, nos seus filhos.
O fabrico, até ao final daquele século, era artesanal. A massa era batida à mão durante duas horas, em alguidares de barro vermelho com uma pá de madeira, e cozido em formas forradas com papel de linho branco, em fornos de lenha aquecidos com pinhas ou ramos secos. Para testar a temperatura do forno, era utilizada uma vara comprida, levando na extremidade uma tira de papel de linho branco, devendo permanecer no interior do forno durante o tempo de orar um pai-nosso, ocasião em que se invocava uma boa cozedura. Uma forma de tamanho médio consumia um arrátel de açúcar. Era tradição ainda que as pessoas da vila fornecessem ovos, açúcar e farinha de trigo, levando para si as claras restantes e pagando o chamado "feitio de fabrico". Para o transporte dos pães de ló, eram utilizados cestos ou tabuleiros utilizados exclusivamente para esse fim, guarnecidos por panos de linho bordados.
O Pão de Ló de Ovar ganhou nome no contexto da doçaria tradicional do País, graças à qualidade do produto e à sua progressiva comercialização, em tempos e mercados mais amplos.

## Área geográfica de produção oficial

Área geográfica onde a produção do Pão de Ló é oficialmente reconhecida.

Oficialmente, a Área Geográfica de produção do Pão de Ló de Ovar corresponde ao Concelho Administrativo de Ovar

### Freguesias
- Esmoriz;
- Cortegaça;
- Maceda;
- União das Freguesias de Ovar, São João, Arada e São Vicente de Pereira Jusã;
- Válega.

### Entidades relacionadas com a produção
- APPO – Associação de Produtores de Pão de Ló de Ovar[11]